# Rosa Arjó
Rosa Arjó Pérez (Huesca, 1885 - Zaragoza, 1918) fue una maestra española que ejerció entre los años 1907 y 1918 en las provincias de Soria y Zaragoza. El Ayuntamiento de Zaragoza otorgó su nombre al colegio situado en la calle San Antonio Abad. 

## Trayectoria
Fue hija de Amalia Pérez Naya, natural de Oviedo, y del militar Esteban Arjó Fraguas, natural de Benabarre (Huesca). Estudió magisterio en Zaragoza, donde fue alumna de Eulogia Lafuente. Comenzó a trabajar como auxiliar en la escuela de Patrocinio Ojuel, la maestra que introdujo el método Montessori en Zaragoza. En 1905 obtuvo su primer destino en la escuela de Almazán. En 1907, aprobó  las oposiciones y poco después se trasladó a Zaragoza, siendo destinada a la escuela nacional El Castillo, nombre que recordaba la edificación que había en lo que hoy es el parque del Castillo Palomar, en el barrio de las Delicias de Zaragoza.
Durante los veranos, continuaba su labor educadora dirigiendo colonias escolares. En 1912, dirigió la de Biescas. En 1913 participó en la de Segura de los Baños. A los pocos días de su llegada a la colonia se declaró una grave epidemia de tifus. Las niñas no afectadas fueron evacuadas, pero Arjó permaneció con las enfermas, negándose a abandonarlas. Durante las siguientes semanas, no solo atendía y cuidaba de ellas, sino que todos los días enviaba una crónica al periódico Heraldo de Aragón para que los padres estuvieran informados sobre la evolución de la enfermedad. Finalmente, pasó el verano y las niñas pudieron volver a sus casas. La maestra, por su parte, fue condecorada con la Cruz de la Beneficencia por el Ayuntamiento de Zaragoza.

Posteriormente, en 1914, Arjó contrajo matrimonio con Julio Gargallo, de cuyo matrimonio nació una niña. La maestra falleció en 1918, víctima de la epidemia de gripe española que diezmó considerablemente la población española. El Heraldo de Aragón publicó la siguiente reseña: 
… Víctima de la enfermedad reinante dejó de existir ayer la distinguida y bondadosa señora Rosa Arjó Pérez, de Gargallo, una de las maestras más inteligentes y meritísmas del magisterio zaragozano. 
Arjó desempeñaba en ese momento la dirección de la escuela de niñas del barrio del Castillo, actual barrio de las Delicias, en Zaragoza. 

## Reconocimientos
Por su manera de actuar durante la epidemia de tifus en las colonias de Segura de los Baños, el 6 de abril de 1914 le impusieron la Cruz de la Beneficencia del Ayuntamiento de Zaragoza. Ese mismo año, el ministro Francisco Bergamín, le concedió la Orden de Alfonso XII.
El Ayuntamiento de Zaragoza otorgó su nombre al colegio situado en la calle San Antonio Abad. Con la llegada de la Segunda República española le cambiaron el nombre, poniéndole el de Pablo Iglesias y al comenzar la guerra civil española se le volvió a poner el primitivo. El centro cerró sus puertas en el año 2000, si bien el edificio destinado a otros servicios continúa llevando su nombre.